# Nadir Haddou
Pour les articles homonymes, voir Haddou.
Nadir Haddou, né le 25 octobre 1983 à Issy-les-Moulineaux, est un coureur cycliste français, professionnel en 2009 et 2010 au sein de l'équipe Auber 93. Son frère Saïd a également été cycliste professionnel.

## Palmarès et résultats

### Palmarès par année
- 2008
  - Champion d'Île-de-France
  - 2e du Circuit des Deux Provinces
- 2009
  - 2e de Paris-Troyes
  - 3e du Grand Prix de la Somme
- 2010
  - 2e étape de la Ronde de l'Oise

### Classements mondiaux
| Année           | 2009 | 2010 |
| --------------- | ---- | ---- |
| UCI Europe Tour | 204e | 391e |